# Anew Revolution
ANew Revolution (часто сокращается до ANR) — американская рок-группа.

## История
Группа ANew Revolution была образована из осколков групп Slaves on Dope и Ünloco. В 2005 году группа выпустила мини-альбом Revolution EP. В 2007 году группа записала несколько треков со своего выступления на «The Machine Shop»-шоу в городе Флинт и выпустила CD Live At The Machine Shop! с новыми треками «Bite My Tongue», «Savior», «Blister» и «Burn».
ANR гастролировали с такими группами, как Nonpoint, Drowning Pool, 12 Stones, Otep, Kittie, Sevendust, HedPE, Dope и Taproot.
18 мая 2010 года группа выпустила свой второй студийный LP iMERICA.

## Состав группы
- Joey Duenas — вокал/гитара
- Shaun Stockton — гитара
- Frank (Frankie) Salvaggio — бас-гитара/бэк-вокал
- Rob Urbani — ударные

## Дискография
- Revolution [EP] (2005)
- Live at the Machine Shop!|Live At The Machine Shop! [EP] (2007)
- Rise (2008)
- iMerica  (2010)